# Ansu Jatta
Ansumana „Ansu“ Jatta (* 3. November 1968) ist ein Fußballschiedsrichter aus Gambia.

## Leben
Als internationaler FIFA-Schiedsrichter war Jatta seit 2005 tätig. 2012 wurde Jatta vom Schiedsrichterkomitee des Fußballverbandes des Landes wegen Verstoßes gegen die Regeln seines eigenen Verbandes suspendiert.

## Turniere
Jatta leitete als Unparteiischer mindestens sieben Spiele: 
- CAF Confederation Cup 2008 (1. Runde): Union Sportif Masséda gegen Issia Wazi FC
- CAF Confederation Cup 2009 (Vorrunde): Sport Bissau e Benfica gegen ASC Yakaar
- CAF Confederation Cup 2010 (Vorrunde): Issia Wazi FC gegen ASFAN Niamey
- Afrikanische Nationenmeisterschaft 2011 (Qualifikation): Malische Fußballnationalmannschaft gegen Guineische Fußballnationalmannschaft
- U-20-Fußball-Afrikameisterschaft 2011 (1. Runde): Ivorische Fußballnationalmannschaft (U-20-Männer) gegen Tansanische Fußballnationalmannschaft (U-20-Männer)
- CAF Champions League 2011 (Vorrunde): Fello Star gegen ASFA-Yennenga Ouagadougou
- CAF Confederation Cup 2011 (Vorrunde): Ports Authority gegen Touré Kunda Footpro